# Karcagi kistérség
A Karcagi kistérség egy kistérség volt Jász-Nagykun-Szolnok megyében, központja Karcag volt.

## Települései
| Berekfürdő | Karcag | Kenderes | Kisújszállás | Kunmadaras |

## Lakónépesség alakulása
| Település    | Lélekszám (2009) |
| ------------ | ---------------- |
| Karcag       | 20 872           |
| Kisújszállás | 12 130           |
| Kunmadaras   | 5 507            |
| Kenderes     | 4 917            |
| Berekfürdő   | 956              |
| Összesen     | 44 382           |

## Külső hivatkozások
- Karcag.lap.hu
- A megye hírportálja (SZOLJON)